# Profit und Verlust
Profit und Verlust (Originaltitel: Profit and Loss) ist die 18. Folge der zweiten Staffel der US-amerikanischen Science-Fiction-Fernsehserie Star Trek: Deep Space Nine. Sie wurde in den Vereinigten Staaten über Syndication vermarktet und erstmals am 20. März 1994 auf verschiedenen Fernsehsendern ausgestrahlt. In Deutschland war sie zum ersten Mal am 21. September 1994 in einer synchronisierten Fassung auf Sat.1 zu sehen.

## Handlung
Im Jahr 2370 nähert sich ein beschädigtes cardassianisches Transportschiff der Raumstation Deep Space Nine. An Bord befinden sich die Professorin Natima Lang und ihre beiden Studenten Hoeg und Rakelen. Während es anlegt, lässt Sicherheitschef Odo den Barbesitzer Quark wissen, dass er ein Gerücht aufgeschnappt hat, nach dem Quark illegalerweise eine Tarnvorrichtung erworben hat. Quark streitet das ab, ist aber sogleich völlig abgelenkt, als er sieht, wie Lang an Bord kommt. Er begrüßt sie begeistert, doch sie erklärt, dass sie ihn nie wiedersehen will. Quark gibt nicht so leicht auf und will wieder an alte Zeiten anknüpfen, als er und Lang sich geliebt hatten.
Lang und ihre Studenten begeben sich auf die Ops. Dort wurde festgestellt, dass ihr Schiff durch Phaserbeschuss beschädigt wurde. Lang erklärt, sie und ihre Studenten seien Anführer einer Dissidentenbewegung, die die cardassianische Regierung reformieren möchte. Deshalb mussten sie aus ihrer Heimat fliehen. Commander Sisko stellt weiteres Personal bereit, um ihr Schiff für die geplante Weiterreise zu reparieren. Lang befürchtet, dass die cardassianische Regierung bereits Kenntnis von ihrer Ankunft auf Deep Space Nine hat, denn Garak, der einzige noch auf der Station lebende Cardassianer, hat sie hier gesehen.
Garak ist ein Geheimagent im Exil, der auf Deep Space Nine als Schneider arbeitet. Quark sucht sein Geschäft auf, um für Lang ein Kleid zu kaufen. Garak zeigt ihm eins, rät ihm aber dringend davon ab, es zu kaufen, weil er Langs „Modegeschmack“ für zu radikal hält. Quark ist völlig klar, dass Garak eigentlich auf ihre politischen Ansichten anspielt, er kauft das Kleid aber trotzdem.
Kurz darauf nähert sich ein cardassianisches Kriegsschiff der Station. Garak informiert Sisko, dass die cardassianische Regierung die Auslieferung von Hoeg und Rakelen verlangt, die sie als Terroristen betrachten. Sisko macht klar, dass er eine gewaltsame Festnahme der beiden nicht dulden wird. Quark trifft sich mit Hoeg und Rakelen und macht ihnen ein Angebot: Er ist bereit, ihnen eine Tarnvorrichtung zu überlassen, durch die ihr Schiff vor Verfolgern sicher wäre. Im Gegenzug soll Lang allerdings hier bei ihm auf der Station bleiben. Die beiden willigen ein, doch Lang erklärt später, sie könne nicht bleiben und müsse ihre Studenten begleiten. Mit Waffengewalt will sie die Herausgabe der Tarnvorrichtung erzwingen. Dabei verletzt sie Quark versehentlich. Durch diesen Schreck wird ihr klar, dass sie ihn immer noch liebt. Nach einigem Zögern ist sie schließlich bereit, bei ihm zu bleiben. In diesem Moment betritt jedoch Odo den Raum und erklärt, dass er Lang und ihre Studenten verhaften müsse. Commander Sisko erklärt, diese Anweisung käme direkt von der bajoranischen provisorischen Regierung. Sie möchte Lang und ihre Studenten gegen Bajoraner eintauschen, die sich in cardassianischer Gefangenschaft befinden. Da Deep Space Nine eine bajoranische Raumstation ist, bleibt Sisko keine Wahl, als sich dieser Anweisung zu beugen.
Währenddessen stattet Gul Toran, der Kommandant des cardassianischen Kriegsschiffs, Garak einen Besuch ab. Die beiden sind alte Rivalen und lassen sich deutlich ihre gegenseitige Missachtung spüren. Toran hat allerdings einen Auftrag für Garak: Er behauptet, die Regierung habe sich anders entschieden und die Dissidenten sollen nun getötet werden. Wenn Garak dies übernimmt, wird ihm dafür gestattet, in die Heimat zurückzukehren.
Quark versucht verzweifelt, Odo zur Freilassung von Lang, Hoeg und Rakelen zu bewegen. Der lehnt seine Bitten zunächst ab, entscheidet sich dann aber aus eigenem Antrieb dazu, da er ihre Verhaftung als ungerecht empfindet. Quark begleitet die Cardassianer zur Luftschleuse, doch dort wartet bereits Garak und versperrt ihnen den Weg zu ihrem Raumschiff. Er droht sie alle, einschließlich Quark, zu erschießen. Da taucht plötzlich Toran auf. Er erklärt, er habe nicht erwartet, dass Garak den Auftrag ausführt und dass er ihn nur benutzt hat, um den Aufenthaltsort der Dissidenten zu erfahren. Garak muss erkennen, dass er betrogen wurde und eine Rückkehr in die Heimat damit vom Tisch ist. Als Toran seine Waffe auf die Dissidenten richtet, erschießt ihn Garak kurzerhand und erlaubt Lang und ihren Studenten, mit ihrem Raumschiff abzulegen. Quark versucht ein letztes Mal, Lang zum Bleiben zu bewegen, doch sie will weiter für ein freies Cardassia kämpfen, aber sie verspricht, eines Tages zu Quark zurückzukehren. Quark möchte von Garak wissen, warum er Toran erschossen hat. Der erklärt, so wie Quark Lang liebe, so liebe er Cardassia.

## Verbindungen zu anderen Star-Trek-Produktionen
Die cardassianische Gesellschaft wird in dieser Folge weiter ausgebaut. Erstmals werden das cardassianische Zentralkommando und die Dissidentenbewegung erwähnt. Außerdem wird hier klar, dass Garak tatsächlich ein Geheimagent im Exil ist, was in früheren Folgen von Star Trek: Deep Space Nine nur vermutet werden konnte.

## Produktion

### Drehbuch
Der Arbeitstitel der Folge lautete Here’s Looking at You….
Die Geschichte ist sehr stark von Michael Curtiz’ Film Casablanca aus dem Jahr 1942 inspiriert. Quarks Rolle entspricht der Figur Rick (Humphrey Bogart), Natima Lang entspricht Ilsa Lund (Ingrid Bergman), Hoeg und Rakelen entsprechen Victor László (Paul Henreid), Garak entspricht Capitaine Renault (Claude Rains) und Gul Toran Major Strasser (Conrad Veidt); die Tarnvorrichtung erfüllt die Funktion der Transitvisa. Weitere allzu offensichtliche Anspielungen wurden von den Produzenten abgeändert, um rechtliche Schwierigkeiten zu vermeiden.

### Darsteller
Die Hauptfigur Jake Sisko (Cirroc Lofton) hat in dieser Folge keinen Auftritt.
Mary Crosby, Darstellerin von Natima Lang, ist die Tante von Denise Crosby, die in Raumschiff Enterprise – Das nächste Jahrhundert die Hauptfigur Tasha Yar und die Nebenfigur Sela spielte.
Michael Reilly Burke, Darsteller von Hogue, hatte zuvor bereits den Borg Goval in Folge 7.01 (Angriff der Borg, Teil II) von Raumschiff Enterprise – Das nächste Jahrhundert gespielt. Er spielte später noch den Vulkanier Koss in drei Folgen von Star Trek: Enterprise.
Edward Wiley, Darsteller von Gul Toran, hatte zuvor bereits den klingonischen Gouverneur Vagh in Folge 4.24 (Verräterische Signale) von Raumschiff Enterprise – Das nächste Jahrhundert gespielt.

### Maske
Während der Dreharbeiten zu dieser Folge ereignete sich in Los Angeles das Northridge-Erdbeben. Viele Darsteller verließen sofort das Produktionsstudio, um nach ihren Familien zu sehen. Dabei trugen sie teilweise noch ihr Alien-Make-up. Quark-Darsteller Armin Shimerman erzählte später, dass er damit für heftige Irritationen bei Passanten sorgte.
Das Make-up von Armin Shimerman und Mary Crosby musste nach allen Kussszenen aufgefrischt werden, da sich ihre orange und graue Gesichtsbemalung vermischte.

### Modelle
Für Natima Langs Transportschiff wurde ein neues Modell angefertigt, das von Jim Martin entworfen und von Tony Meininger gebaut wurde. Es wurde später in fünf weiteren Folgen von Star Trek: Deep Space Nine wiederverwendet.

## Rezeption
Keith DeCandido bewertete Profit und Verlust 2013 auf tor.com als eine leicht unterdurchschnittliche Folge von Star Trek: Deep Space Nine. Ihm gefiel Armin Shimermans Darstellung von Quark in einer ungewohnt romantischen Rolle, ebenso die Erweiterung der cardassianischen Kultur durch die Einführung der Dissidentenbewegung. Er kritisierte allerdings, dass die Folge es nicht schafft, sich von ihrem Vorbild Casablanca abzuheben, und dass darunter die Handlung und die Figuren leiden. Damit Quark der Held sein kann, wirken Odo und Sisko in dieser Folge unglaubwürdig schwach und erstaunlich desinteressiert daran, die Auslieferung von Lang und ihren Studenten zu verhindern. Unklar bleibt auch, warum Toran von Garak ihre Exekutierung fordert, wo doch ihre Auslieferung bereits ausgehandelt wurde. Ebenso missfiel DeCandido die Schauspielleistung von Mary Crosby, die weder die Liebe von Lang zu Quark noch zu ihrer Arbeit überzeugend spielt.